# 托馬斯鎮區 (堪薩斯州埃爾斯沃思縣)
托馬斯鎮區（英語：Thomas Township）為美國堪薩斯州埃爾斯沃思縣轄下的鎮區。2010年美国人口普查中此鎮區人口有53人。

## 地理
托馬斯鎮區涵蓋總面積為93.7平方（36.16平方英里），其中陸地面積為93.5平方（36.09平方英里），水域面積為0.18平方（0.07平方英里）或0.19%。海拔高度544（1,785英尺）。

## 人口統計
根據2010年美國人口普查，托馬斯鎮區人口有53人，其中男性有30人，女性有23人，人口密度為每平方公里0.57人，住房計25戶。鎮區內的白人有53人，非裔美國人有0人，美洲原住民有0人，亞裔美國人有0人，太平洋島裔美國人有0人，其他種族有0人，混血種族則有0人。此外鎮區內有0人為西班牙裔或拉丁裔美國人。此鎮區之年齡中位數為50.8歲，而男性年齡中位數為53.0歲，女性年齡中位數為50.5歲。

## 交通

### 主要公路
- 4號堪薩斯州州道
- 14號堪薩斯州州道